# Pratz (Jura)
Pratz era una comuna francesa que estaba situada en el departamento de Jura, de la región de Borgoña-Franco Condado que el 1 de enero de 2019 pasó a formar parte de la comuna nueva de Lavans-lès-Saint-Claude como comuna delegada.

## Historia
En 1822 absorbe las comunas de Petit-Châtel y Saint-Romain-de-Roche.

## Demografía
| Gráfica de evolución demográfica de Pratz entre 1800 y 2016 |
|                                                             |

Los datos demográficos contemplados en este gráfico de la comuna de Pratz se han cogido de 1800 a 1999 de la página francesa EHESS/Cassini, y los demás datos de la página del INSEE.